# Route forestière 5
Die F 5 war eine Straße auf Korsika, die 1854 durch den Décret Impérial 1782 festgelegt wurde. Sie wurde angelegt, um einen der Wälder Korsikas für die Holzwirtschaft zu erschließen. Betrieben durch den Staat, hatte sie den Rang einer Nationalstraße. Die F5 verband die N193 am Col de la Serra mit dem Hafen von Porto-Pollo und verlief dabei durch mehrere Wälder. Ihre Länge betrug 117,5 Kilometer. 1862 gab sie ein Stück an die neu festgelegte N196BIS ab. Dabei sank die Länge auf 62,5 Kilometer. 1973 wurde sie abgestuft.

## F 5a
Die F 5A wurde 1933 als Seitenast festgelegt. Sie verlief von Zicavo aus zur F5 in Vergajo. Ihre Länge betrug 4,5 Kilometer. 1973 wurde sie abgestuft und trägt jetzt die Nummer D757A.